# 中芦川村
中芦川村（なかあしかわむら）は山梨県東八代郡にあった村。現在の笛吹市芦川町中芦川にあたる。

## 地理
- 山：名所山、春日山、御坂山地（鬼ヶ岳、金山、節刀ヶ岳）
- 河川：芦川

## 歴史
- 1889年（明治22年）7月1日 - 町村制の施行により、近世以来の中芦川村が単独で自治体を形成。
- 1941年（昭和16年）4月1日 - 上芦川村・鶯宿村と合併して芦川村が発足。同日中芦川村廃止。